# Джейсън Бейтман
Джейсън Кент Бейтман (на английски: Jason Kent Bateman) е американски актьор, режисьор и продуцент, носител на награда „Златен глобус“, „Еми“ и две награди „Сателит“. От 2017 г. има звезда на Холивудската алея на славата. Известни филми с негово участие са „Димящи аса“, „Ханкок“, „Шефове гадняри“, „Шефове гадняри 2“, сериалите „Малка къща в прерията“, „Развитие в застой“, „Зоотрополис“ и други.

## Биография

### Произход
Роден е на 14 януари 1969 г. в градчето Рай, щата Ню Йорк, в семейството на Виктория Елизабет (родена в Шрусбъри, Великобритания), бивша стюардеса в „Пан Ам“, и Кент Бейтман – продуцент и режисьор. Джейсън има сестра Джъстин, която също е актриса.

### Кариера
Първата поява на Джейсън на екрана е през 1980 г. в реклама на зърнена закуска на компанията „Нестле“, по това време започва и телевизионната си кариера с участие в сериала „Малка къща в прерията“. През 1982 – 84 г. има малка роля в ТВ шоуто „Сребърни лъжици“. В средата 80-те години става идол на тийнейджърите заради ролята му в ситуационната комедия „Семейство Хоган“. През 1994 г. играе във филма „Това не може да е любов“ заедно с Катрин Хепбърн и Антъни Куин.
През 2003 г. е избран за ролята на Майкъл Блут в комедийния сериал „Развитие в застой“. Въпреки че сериалът е приет добре от критиците, той никога не постига висок рейтинг сред аудитория и е спрян през 2006 г. През 2013 г. е подновен за нови два сезона.
През 2012 г. Джейсън заедно с колегата си от „Развитие в застой“ Уил Арнет създават документален филм, излъчван на собствения им уебсайт и озаглавен „Мъжкар“. Режисиран от Морган Спърлок, филмът е избран за „специално внимание“ на филмовия фестивал в Трайбека. Самият филм е хумористичен поглед върху мъжката идентичност, когато става въпрос за хигиенни ритуали, спретнатост и добър външен вид с коментари на известни личности и експерти.

### Личен живот
Както сам признава, през 90-те години на XX век има проблеми с алкохола и наркотиците за около 10 години.
Понастоящем Джейсън Бейтман е женен за Аманда Анка, която е дъщеря на Пол Анка. Имат две дъщери.
През 2005 г. претърпява операция за премахване на полип от гърлото му.

## Частична филмография
- 1987 – „Тийн вълк 2“ (Teen Wolf Too)
- 1999 – „Любовта е гадна“ (Love Stinks)
- 2002 – „Най-сладкото нещо“ (The Sweetest Thing)
- 2004 – „Старски и Хъч“ (Starsky & Hutch)
- 2004 – „Големи топки“ (DodgeBall: A True Underdog Story)
- 2006 – „Раздялата“ (The Break-Up)
- 2006 – „Артур и минимоите“ (Arthur et les Minimoys) (глас)
- 2006 – „Димящи аса“ (Smokin' Aces)
- 2007 – „Кралството“ (The Kingdom)
- 2007 – „Джуно“ (Juno)
- 2007 – „Чудният магазин на мистър Магориум“ (Mr. Magorium's Wonder Emporium)
- 2008 – „Прелъстен и изоставен“ (Forgetting Sarah Marshall)
- 2008 – „Ханкок“ (Hancock)
- 2009 – „Правилата на играта“ (State of Play)
- 2009 – „Високо в небето“ (Up in the Air)
- 2009 – „С жени на море“ (Couples Retreat)
- 2010 – „Пълно за празно“ (The Switch)
- 2011 – „Пол“ (Paul)
- 2011 – „Шефове гадняри“ (Horrible Bosses)
- 2011 – „Размяната“ (The Change-Up)
- 2013 – „Самоличност на аванта“ (Identity Thief)
- 2013 – „Мръсни думи“ (Bad Words)
- 2014 – „Шефове гадняри 2“ (Horrible Bosses 2)
- 2014 – „Шантава седмица“ (This Is Where I Leave You)
- 2016 – „Зоотрополис“ (Zootopia) (глас)
- 2016 – „Коледно парти“ (Office Christmas Party)
- 2018 – „Нощни игри“ (Game Night)

### Телевизия
- 1981 – 1982 – „Малка къща в прерията“ (Little House on the Prairie)
- 1982 – 1984 – Silver Spoons
- 1984 – 1985 – It's Your Move
- 1986 – 1991 – The Hogan Family
- 1995 – 1996 – Simon
- 1997 – Chicago Sons
- 1997 – 1998 – George & Leo
- 2001 – Some of My Best Friends
- 2006 – The Jake Effect
- 2003 – 2006, 2013, 2018 – „Развитие в застой“ (Arrested Development)
- 2017 – 2022 – „Озарк“ (Ozark)